# Largs North, Nam Úc
Largs North là một ngoại ô của Thành phố Port Adelaide Enfield ở miền tây bắc thành phố Adelaide, thủ đô tiểu bang Nam Úc, nước Úc. Mã bưu điện của ngoại ô là 5016. Khu này cách trung tâm Adelaide 17 km, nằm trên bán đảo LeFevre. Khu vực lân cận của nó là Largs Bay và Taperoo.